# Julien Touxagas

a Compétitions nationales et continentales officielles uniquement.

b Matchs officiels uniquement.
Julien Touxagas, né le 12 février 1984 à Perpignan (Pyrénées-Orientales), est un joueur de rugby à XIII français. Il joue depuis 2011 sous les couleurs des Palau Broncos XIII, en Élite 2.
En 2011, un auteur treiziste voit en lui un « futur Élie Brousse ».

## Palmarès
- Collectif : 
  - Finaliste de la Challenge Cup : 2007 (Dragons Catalans).

## Biographie

### Statistiques
| Saison | Saison           | Championnat  | Championnat | Championnat | Championnat | Championnat | Championnat | Championnat | Coupe         | Coupe      | Coupe | Coupe | Coupe | Coupe | Coupe | Sélection | Sélection | Sélection | Sélection | Sélection | Sélection | Sélection |
| Saison | Saison           | Comp.        | Class.      | M           | Pts         | Ess.        | Buts        | Dp.         | Comp.         | Class.     | M     | Pts   | Ess.  | Buts  | Dp.   | Comp.     | M         | Pts       | Ess.      | Buts      | Dp.       |           |
| ------ | ---------------- | ------------ | ----------- | ----------- | ----------- | ----------- | ----------- | ----------- | ------------- | ---------- | ----- | ----- | ----- | ----- | ----- | --------- | --------- | --------- | --------- | --------- | --------- | --------- |
| 2006   | Dragons Catalans | Super League | 12e         | 7           | -           | -           | -           | -           | Challenge Cup | 1/4 finale | 1     | -     | -     | -     | -     |           |           |           |           |           |           |           |
| 2007   | Dragons Catalans | Super League | 10e         | 16          | 4           | 1           | -           | -           | Challenge Cup | Finaliste  | 4     | 4     | 1     | -     | -     |           |           |           |           |           |           |           |
| 2008   | Dragons Catalans | Super League | 1/2 finale  | 17          | 8           | 2           | -           | -           | Challenge Cup | 1/8 finale | 2     | 4     | 1     | -     | -     |           |           |           |           |           |           |           |
| 2009   | Dragons Catalans | Super League | 1/2 finale  | 12          | -           | -           | -           | -           | Challenge Cup | 1/8 finale | -     | -     | -     | -     | -     | QN        | 3         | -         | -         | -         | -         |           |
| 2010   | Dragons Catalans | Super League | 14e         | 5           | 4           | 1           | -           | -           | Challenge Cup | 1/2 finale | -     | -     | -     | -     | -     | CE        | 3         | -         | -         | -         | -         |           |
| 2011   | Dragons Catalans | Super League | Barrages    | 2           | -           | -           | -           | -           | Challenge Cup | 1/8 finale | 1     | -     | -     | -     | -     |           |           |           |           |           |           |           |